# Eugeniusz Mikulski

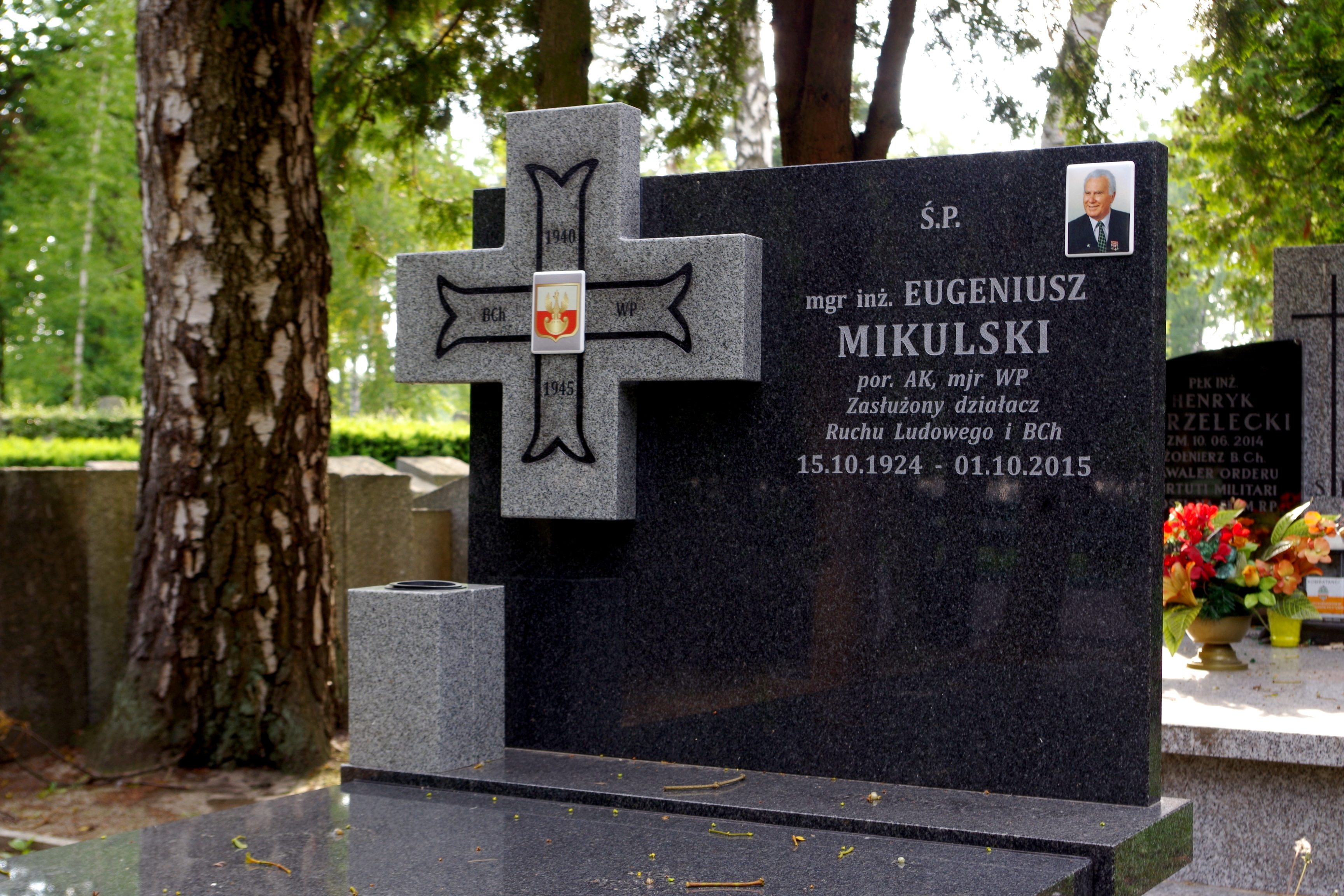
Grób działacza kombatanckiego Eugeniusza Mikulskiego na Cmentarzu Wojskowym na Powązkach w Warszawie

Eugeniusz Mikulski (ur. 15 października 1924, zm. 1 października 2015 w Zalesiu Górnym) – polski działacz podziemia niepodległościowego w czasie II wojny światowej, żołnierz Armii Krajowej, uczestnik powstania warszawskiego, powojenny działacz ludowy, polityczny i kombatancki.

## Życiorys
Syn Jana i Emilii. Był między innymi członkiem Zarządu Wojewódzkiego i Rady Naczelnej Polskiego Stronnictwa Ludowego, piastował również funkcję prezesa Zarządu Dzielnicowego PSL Dzielnicy Warszawa Praga-Południe i mandat radnego m.st. Warszawy. Jako działacz kombatancki piastował funkcję wiceprezesa Ogólnopolskiego Związku Żołnierzy Batalionów Chłopskich. W 1997 bez powodzenia ubiegał się o mandat posła na Sejm w okręgu warszawskim z listy PSL. Pochowany na cmentarzu Powązki Wojskowe w Warszawie (kwatera A6 BCh-1-1).

## Wybrane odznaczenia
- Krzyż Komandorski Orderu Odrodzenia Polski z Gwiazdą (1998)[8],
- Krzyż Walecznych[1]